# Emilie Watts McVea
Emilie Watts McVea (Clinton, 17 de febrero de 1867–Cincinnati, 26 de julio de 1928), fue una educadora estadounidense, fue directora de Universidad, decana de mujeres en la Universidad de Cincinnati de 1909 a 1916 y presidenta de Sweet Briar College de 1916 a 1925.

## Primeros años
Emilie Watts McVea nació en Clinton, Luisiana), fue una de las cuatro hijas de Charles McVea y Emilie Rose Watts McVea. Cuando su padre, juez, falleció en 1876, Emilie se mudó con su madre y sus hermanas a Raleigh, Carolina del Norte. Se educó en la escuela St. Mary's, en Raleigh, graduándose en 1884. Obtuvo los  títulos de licenciada en 1902, y de máster en 1903, ambos por la Universidad George Washington.

## Carrera
McVea impartió docencia en su alma máter, la escuela St. Mary´s en Raleigh y, en 1898, fue nombrada directora. Después de un receso para asistir a la universidad en Washington, D. C., impartió clases de literatura inglesa en la Universidad de Tennessee y en la Universidad de Cincinnati; de esta última también fue decana de mujeres entre 1909 y 1916.
McVea fue la segunda presidenta de Sweet Briar College, entre 1916 y 1925. Con ella en el cargo, la universidad se expandió y mejoró su dotación, las instalaciones del campus y su reputación. Después de dejar la presidencia por razones de salud en 1925, fue sucedida en el puesto por Meta Glass, impartió clases de inglés en Rollins College, en Florida.
Fue cofundadora de la Asociación de Mujeres Universitarias del Sur entre 1903 y 1904, presidió el comité de Educación de la Federación de clubes femeninos de Ohio en 1916, dirigió el Club de mujeres de Cincinnati, y se mostró activa en el movimiento de mujeres sufragistas y en la Asociación Cristiana de Mujeres Jóvenes. Durante la Primera Guerra Mundial, viajó como conferenciante apoyando la Asociación Cristiana de Mujeres Jóvenes y las acciones alimentarias en tiempos de guerra. Escribió artículos biográficos para la Enciclopedia Americana (1920), y dos monografías, Equal Franchise in Ohio and Suggestions for Teaching Literature in the Grades.
McVea recibió dos doctorados honoris causa, por la Universidad de Cincinnati en 1916 y por la Universidad de Carolina del Norte en 1921.

## Vida personal
McVea falleció en Cincinnati, Ohio en 1928, a la edad de 61 años. Su tumba está en Raleigh, en el cementerio Historic Oakwood. En Sweet Briar College se reconoce al mejor estudiante de cada promoción con la beca Emilie Watts McVea.